# معاليه مخماس
معاليه مخماس (بالعبرية: מַעֲלֵה מִכְמָשׂ) مستوطنة مجتمعية إسرائيلية، أقيمت جنوب شرق محافظة رام الله والبيرة وسط الضفة الغربية، وتقع إداريًا ضمن اختصاص مجلس ماتي بنيامين الإقليمي. في عام 2018 كان عدد سكانها 1,463 مستوطنًا.

## الجانب القانوني
يعتبر المجتمع الدولي المستوطنات الإسرائيلية في الضفة الغربية غير قانونية بموجب القانون الدولي، لكن الحكومة الإسرائيلية تعارض ذلك.